# Geophilus bipartitus
Geophilus bipartitus är en mångfotingart som beskrevs av Yoshioki Takakuwa 1937. Geophilus bipartitus ingår i släktet Geophilus och familjen storjordkrypare. Inga underarter finns listade i Catalogue of Life.